# Le Troisième Anneau
Le Troisième Anneau (en grec moderne : Το τρίτο στεφάνι) est un roman de l'écrivain grec Kóstas Takhtsís (1927-1988). Takhtsís a écrit ce roman alors qu'il errait hors de Grèce à la fin des années 1950 et au début des années 1960. Il l'a proposé à trois maisons d'édition, mais elles l'ont refusé. Le livre a finalement été publié en 1962 aux frais de l'auteur, mais n'a pas connu le succès. En revanche, la réédition en 1970 par Ermís Publications à Athènes, a été, elle, un grand succès commercial et a établi Takhtsís parmi les prosateurs les plus connus de sa génération. En 1995-1996, l'ouvrage a été adapté à la télévision par la chaîne ANT1.

## Intrigue
L'histoire du roman se déroule principalement pendant l'entre-deux-guerres et l'Occupation. Les protagonistes et narratrices sont deux femmes, Nina et son amie Ekavi, qui vivent ces périodes et décrivent fidèlement le climat de l'époque à travers leurs histoires personnelles. Successivement, Nina contracte trois mariages, d'où le titre de l’œuvre.
Ces deux femmes viennent de milieux très différents. Cependant, leur vie, leurs relations, leurs amours, leurs haines, livrent une description extraordinaire de la vie de deux familles grecques à Athènes et à Salonique, pendant et juste après la guerre
L'œuvre comprend de nombreux éléments autobiographiques. Takhtsís a révélé que, pour l'essentiel, le personnage d'Ekavi Longou est entièrement basé sur sa grand-mère, qui l'a élevé.

## Réception et adaptations
À sa première publication, pas plus de dix exemplaires avaient été vendus[réf. souhaitée], mais pendant la dictature descolonels, le livre a commencé à être connu, principalement par les prisonniers politiques. Il a donc finalement été réédité en 1970 par les éditions Ermís.
En raison de son style narratif spontané, Le Troisième Anneau a suscité l'intérêt de nombreux acteurs du théâtre et du cinéma. Takhtsís lui-même a déclaré que même Melina Merkouri avait manifesté un vif intérêt pour une adaptation cinématographique du roman.
Le roman a été adapté pour le Troisième Programme (en) de la radio en 1979, produit par Giórgos Pavrianós, avec les narrateurs Réna Vlachopoúlou et Smáro Stefanídou (en). La production radiophonique du livre a été l'occasion de désaccords entre l'auteur et la production à propos de la distribution des rôles. Initialement, les rôles d'Ekavi et de Nina ont été proposés à Melina Merkouri et Déspo Diamantídou, qui ont refusé. Plus tard, le rôle d'Ekavi a été confié à Georgía Vassiliádou, mais à la suite des objections de l'auteur, c'est S. Stefanídou qui a finalement assumé le rôle. Takhtsís avait également des objections à la participation de Réna Vlachopoúlou dans le rôle de Nina.
En 1995-1996, le livre a été adapté à la télévision par la chaîne ANT1, dirigée par Yánnis Dalianídis, avec Néna Mentí (el) dans le rôle de Nina et Lída Protopsálti (el) dans celui d'Ekavi. Il s'agit d'une série de seize épisodes, qui a été créée le lundi 2 octobre 1995.
À l'hiver 2009, Stamátis Fassoulís (el) et Thanásis Niárchos ont mis en scène son adaptation théâtrale pour le Théâtre National, cette fois avec Néna Mentí dans le rôle d'Ekavi et Filaréti Komninoú (el) dans le rôle de Nina. Le spectacle durait près de quatre heures. À partir du texte de Fassoulís et Niárchos, le groupe de théâtre Carpe Diem a mis en scène une version de deux heures de la pièce en 2014, avec un grand succès et des récompenses dans des festivals de théâtre,.
Le roman prend la forme d'une fable. Il s'agit d'un double récit à la première personne, situé dans un décor exclusivement urbain. La principale qualité du livre, qui a également été soulignée par les critiques grecs et les hellénistes hors de Grèce, était l'idiosyncrasie linguistique de la fable de son héroïne centrale : c'est un mélange de démotique et de katharevousa. Jacques Lacarrière, qui a traduit le roman en français, a aussi relevé cet aspect, soulignant que la langue avait été un obstacle important dans la traduction : « Comme le livre se passe dans les milieux les plus divers et parfois les plus inattendus, milieu bourgeois, petit-bourgeois, armée, tribunaux, prisons, casinos, bas-fonds en tous genre, drogués, truands, tous habitants de la piatsa, le milieu grec, la langue suit tous ces parcours et vas de l'argot spécifique des homosexuels à la lange châtiée et puriste d'une certaine intelligentsia. »

## Critique
Apóstolos Sachínis (el) souligne une série de caractéristiques positives, mais aussi des faiblesses de ce roman particulier. Il classe parmi les éléments positifs les silhouettes distinctes des deux femmes qui se parlent, leur pittoresque, leur bavardage, leur nervosité et leur vivacité, qui les font devenir des types sous la plume de Takhtsís. Il considère comme des faiblesses l'obsession de détails petits et insignifiants, leur petitesse et leurs défauts, qui ne servent pas à mettre en valeur le psychisme intérieure de ses héroïnes, mais à les dégrader,.
Jacques Lacarrière note que sa première lecture « fut un choc ». Selon lui, il s'agit alors du « roman le plus abouti de la littérature grecque d'aujourd'hui », porté par une écriture parfaitement maîtrisée et fluide, et il voit dans l'ouvrage « un chef-d'œuvre ».

#### Traduction en français
- Le troisième anneau, trad. et préface de Jacques Lacarrière, Paris, Gallimard, coll. « Du Monde entier », 1967, 264 p. Rééd. coll. « Folio » n° 1267, 1981, 384 p.  (ISBN 978-2-070-37267-6)

#### Études
N-B : Les titres des ouvrages ci-dessous sont simplement la mise en français du titre de livres écrits en grec moderne (et non traduits).
- Yannis Vassilakakos, Correspondance inédite de Kostas Takhtsis, Athènes, Odos Panos, 2014
- Mario Vitti, Histoire de la littérature grecque moderne, Athènes, Odysséas,‎ 1994
- Vassiliki Kaïssidou, « "Le Troisième Anneau de Kostas Takhtsis, une œuvre controversée », diastixo.gr, 7 novembre 2015 (consulté le 12 novembre 2015)
- Dimosthenis Kourtovik, Ecrivains grecs de l'après-guerre : guide critique, Athènes, Patakis,‎ 1999
- Kostas Papageorgiou, Volume 6 : De la guerre de 40 à la dictature de 67, Athènes, Editions Sokoli, coll. « Prose d'après-guerre », 1992
- Apostolos Sachinis, Prosateurs de la guerre et de l'après-guerre, Athènes, Librairie Estia,‎ 1985
- Roderick Beaton, Introduction à la littérature grecques moderne, Athènes, Néféli, 1996